# Vol Juneyao Airlines 1112
L’incident du vol 1112 de Juneyao Airlines est le premier incident dans l'histoire de l'aviation civile, dans lequel un pilote a refusé de céder une priorité devant un autre avion qui a appelé « Mayday ».

## Circonstances de l'incident

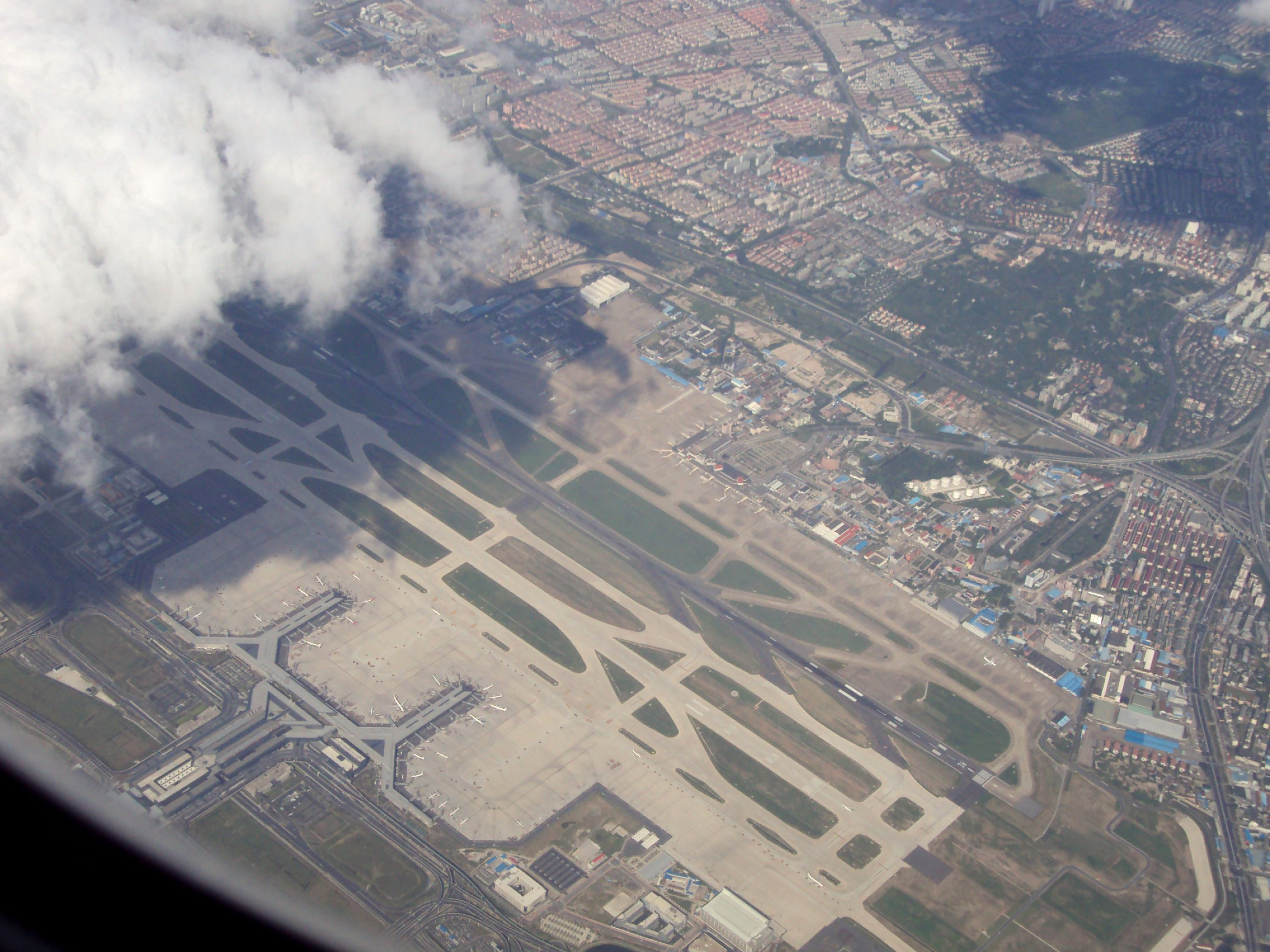
L'aéroport international de Shanghaï-Hongqiao, où l'incident eut lieu.

Le 13 août 2011, les orages au-dessus de l'aéroport international de Shanghaï-Pudong empêchent plus de vingt avions d'atterrir. Le vol QR888 de la Qatar Airways rapporte une pénurie de carburant et demande à être dévié vers l'aéroport international de Shanghaï-Hongqiao ainsi que d'avoir la priorité pour atterrir.
Après que le contrôle de la circulation aérienne de Shanghai dévie le vol QR888 vers Shanghai-Hongqiao, le vol QR888 rapporte qu'il n'a qu'une autonomie de cinq minutes, et qu'il a besoin d'atterrir immédiatement. Le contrôle de la circulation aérienne ordonne à tous les autres vols atterrissant de dégager les pistes. Le vol CZ3525 de la China Southern Airlines, qui s'est déjà aligné, dégage la piste immédiatement. Cependant, le vol HO1112 de la Juneyao Airlines, qui est en train de s'aligner, refuse de céder sa place au vol QR888 du fait de « sa propre pénurie de carburant ». Rapidement, le vol QR 888 émet un « Mayday » et demande de nouveau à être autorisé à atterrir immédiatement. Le contrôle de la circulation aérienne ordonne une nouvelle fois au vol HO1112 de dégager immédiatement, mais ce dernier rejette encore cet ordre, affirmant qu'il n'a qu'une autonomie de quatre minutes. Pendant sept minutes, le contrôle de la circulation aérienne ordonne à six reprises au vol HO1112 de dégager la piste immédiatement, mais ce vol rejette l'ordre à chaque fois. Finalement, le contrôle de la circulation aérienne doit ordonner au vol QR888 d'effectuer une manœuvre évasive. Les deux avions atterrissent sans encombre.

## Enquête
Le 29 août, l'Administration de l'aviation civile de Chine (AACC) rend public son rapport officiel d'investigation. Selon ce rapport, il reste 2 900 kilogrammes de carburant dans le réservoir du vol HO1112 après son atterrissage, soit une autonomie de 42 minutes, ; il reste 5 200 kilogrammes de carburant dans le réservoir du vol QR888 après son atterrissage, assez pour une autonomie de 18 minutes,,. Selon les règlements de la Qatar Airways, ses pilotes de Boeing 777 peuvent déclarer un cas de détresse lorsqu'il ne leur reste que 5 000 kilogrammes de carburant dans le réservoir. L'AACC conclut que les pilotes de la Qatar Airways n'ont violé intentionnellement aucune règle mais qu'ils ont besoin d'améliorer leurs connaissances mathématiques. L'AACC conclut également que les pilotes du vol HO1112 ont menti sur la quantité restante de carburant.

## Suite
Le 30 août, l'AACC décide de révoquer le brevet du commandant du vol HO1112, une citoyenne sud-coréenne,. Le copilote du vol HO1112, un citoyen chinois, reçoit une suspension de six mois,. L'AACC interdit également à la Juneyao Airlines d'employer des pilotes étrangers et réduit de 10 % ses vols pendant une période de trois mois.